# 볼츠만 머신
볼츠만 머신(Boltzmann machine)는 루트비히 볼츠만의 이름을 딴 용어로, 특수 에너지 기반 모델이다. 이는 외부 필드가 있는 확률론적 스핀 유리 모델, 즉 확률론적 이징 모형인 셰링턴-커크패트릭 모델이다. 인지과학의 맥락에서 적용되는 통계물리학 기법이다. 또한 마르코프 랜덤 필드로 분류된다.
볼츠만 머신은 훈련 알고리즘(헤브의 규칙에 따라 훈련됨)의 지역성과 헤비언(Hebbian) 특성, 그리고 병렬성 및 단순한 물리적 프로세스와 역학의 유사성 때문에 이론적으로 흥미를 유발한다. 제한되지 않은 연결성을 갖춘 볼츠만 머신은 기계 학습이나 추론의 실제 문제에 유용한 것으로 입증되지 않았다. 그러나 연결이 적절하게 제한되면 학습이 실제 문제에 유용할 만큼 충분히 효율적으로 이루어질 수 있다.
이는 샘플링 함수에 사용되는 통계역학의 볼츠만 분포의 이름을 따서 명명되었다. 인지 과학 커뮤니티와 기계 학습 분야에서 제프리 힌턴, 테리 세이노스키 및 얀 르쿤에 의해 크게 대중화되고 홍보되었다. 기계 학습 내의 보다 일반적인 클래스로서 이러한 모델을 "에너지 기반 모델"(EBM)이라고 한다. 스핀 글래스의 해밀턴이 학습 작업을 정의하는 출발점으로 사용되기 때문이다.

## 같이 보기
- 마르코프 네트워크
- 이징 모형